# Transnacionalidad
La transnacionalidad es la noción que define y engloba lo que excede el marco de una nación. Esta noción está fundamentalmente ligada al fenómeno de la mundialización; por ejemplo, sin duda está presente en economía, en la evolución de las empresas multinacionales y el surgimiento de firmas transnacionales.
El término engloba las acciones y todo aquello que se realiza a través de fronteras nacionales o traspasando las mismas, para así tener efectos en un nivel más general.
Comúnmente por ejemplo, el concepto hace referencia a las acciones y normativas de la Unión Europea, en la distinción entre «internacional» (entre gobiernos nacionales y controlado por ellos) y «supranacional» (delegación de poderes a un nivel más alto que el de los gobiernos).
Según el principio de subsidiariedad, las acciones deberían ser tomadas en el nivel más bajo de gobierno posible y más próximo a los asuntos en cuestión, para así maximizar y profundizar la responsabilidad de cada quien, y bien atender las necesidades de la gente.
No obstante, las acciones desarrolladas en el marco de la Unión Europea, a menudo están bien justificadas en cuanto a su carácter 'transnacional', por el valor añadido que ello supone. En un marco transnacional, la jerarquía es mayor, y la experiencia de un país puede demostrarse útil para los otros en general.

## Definiciones de transnacional y de transnacionalidad
Transnacionales son las relaciones, estructuras, y fenómenos, que se definen en sus sujetos, categorías, y causas, sin relación con las identidades propias del estado nacional, y cuyo ámbito cruza las fronteras establecidas por el principio de nacionalidad o imaginadas por el nacionalismo. Lo transnacional ocurre por encima e independientemente de las fronteras nacionales, conquistando otras naciones"
Indianopedia, definición de transnacional

La transnacionalidad es el ámbito propio de toda una serie de fenómenos cuyas causas y sujetos se desarrollan por encima e independientemente de las fronteras nacionales y no entre ellas.
Indianopedia, definición de transnacionalidad

Transnacional - Que se extiende a través de varias naciones; ejemplos: empresa transnacional, cultura transnacional.
DRAE, Diccionario usual de la Real Academia Española

Transnacional o trasnacional -  Que se relaciona o se extiende por varias naciones. Sociedad mercantil que tiene intereses económicos en varios países. Términos relacionados:  (1) internacional; (2) multinacional.
Enciclonet